# I Wonder If Heaven Got a Ghetto
I Wonder If Heaven Got a Ghetto – pierwszy singel zmarłego rapera 2Paca z albumu R U Still Down? (Remember Me). Na płycie znajduje się jeszcze wersja hip-hopowa, która została nagrana w czasie pobytu rapera w Death Row Records. Ostatnia zwrotka utworu została później wykorzystana w innej piosence 2Pac'a "Changes" z płyty "Greatest Hits". Raper Nas wykorzystał sample z tego utworu do piosenki Black President z albumu Untitled.

## Teledysk
Teledysk został skonstruowany w ten sposób, aby widz obserwował wszystko z punktu widzenia 2Paca. Po postrzeleniu Shakur ląduje w fikcyjnej wiosce Rukahs w Nowym Meksyku ("Rukahs" czytane od tyłu daje "Shakur"). Tablica rejestracyjna auta do którego wsiada 2Pac ze starym mężczyzną zawiera w kolejności liczby "61671", co nawiązuje do jego daty urodzenia. Przez pierwsze pięć sekund teledysku słychać audycje w radiu, gdzie informują o postrzeleniu rapera.

## Miejsca na listach przebojów
| Lista                            | Miejsce |
| -------------------------------- | ------- |
| Bilboard Top 100                 | 67      |
| Hot R&B/Hip-Hop Singles & Tracks | 14      |
| Hot Rap Singles                  | 18      |